# サン＝ローラン＝レゼグリーズ
サン＝ローラン＝レゼグリーズ （Saint-Laurent-les-Églises、オック語:Sent Laurenç l'Egleisas）は、フランス、ヌーヴェル＝アキテーヌ地域圏、オート＝ヴィエンヌ県のコミューン。

## 歴史
サンティアゴ・デ・コンポステーラの巡礼路（リムーザンの道）は、サン＝ローラン＝レゼグリーズにおいてトリオン川を渡り、シャトネ＝エ＝ドニョンへと通じている。
第二次世界大戦中、ユダヤ人家族110人が、クレにおいて匿われて命を救われた。

## 人口統計
| 1962年 | 1968年 | 1975年 | 1982年 | 1990年 | 1999年 | 2006年 | 2014年 |
| ------ | ------ | ------ | ------ | ------ | ------ | ------ | ------ |
| 754    | 672    | 648    | 571    | 636    | 683    | 776    | 882    |

参照元:1962年から1999年までは複数コミューンに住所登録をする者の重複分を除いたもの。それ以降は当該コミューンの人口統計によるもの。1999年までEHESS/Cassini、2006年以降INSEE。